# Lignerolles (Allier)
Lignerolles è un comune francese di 674 abitanti situato nel dipartimento dell'Allier della regione dell'Alvernia-Rodano-Alpi.

## Società

### Evoluzione demografica
Abitanti censiti